# راندي أونوها
راندي أونوها (بالهولندية: Randy Onuoha)‏ هو لاعب كرة قدم هولندي في مركز الدفاع، ولد في 1 أبريل 1994 في ليليستاد في هولندا. لعب مع سلافيا صوفيا.

## وصلات خارجية
- راندي أونوها على موقع قاعدة بيانات كرة القدم.إي يو (الإنجليزية)
- راندي أونوها على موقع Soccerway.com (الإنجليزية)